# الفص القاعدي للجناح (حشرات)

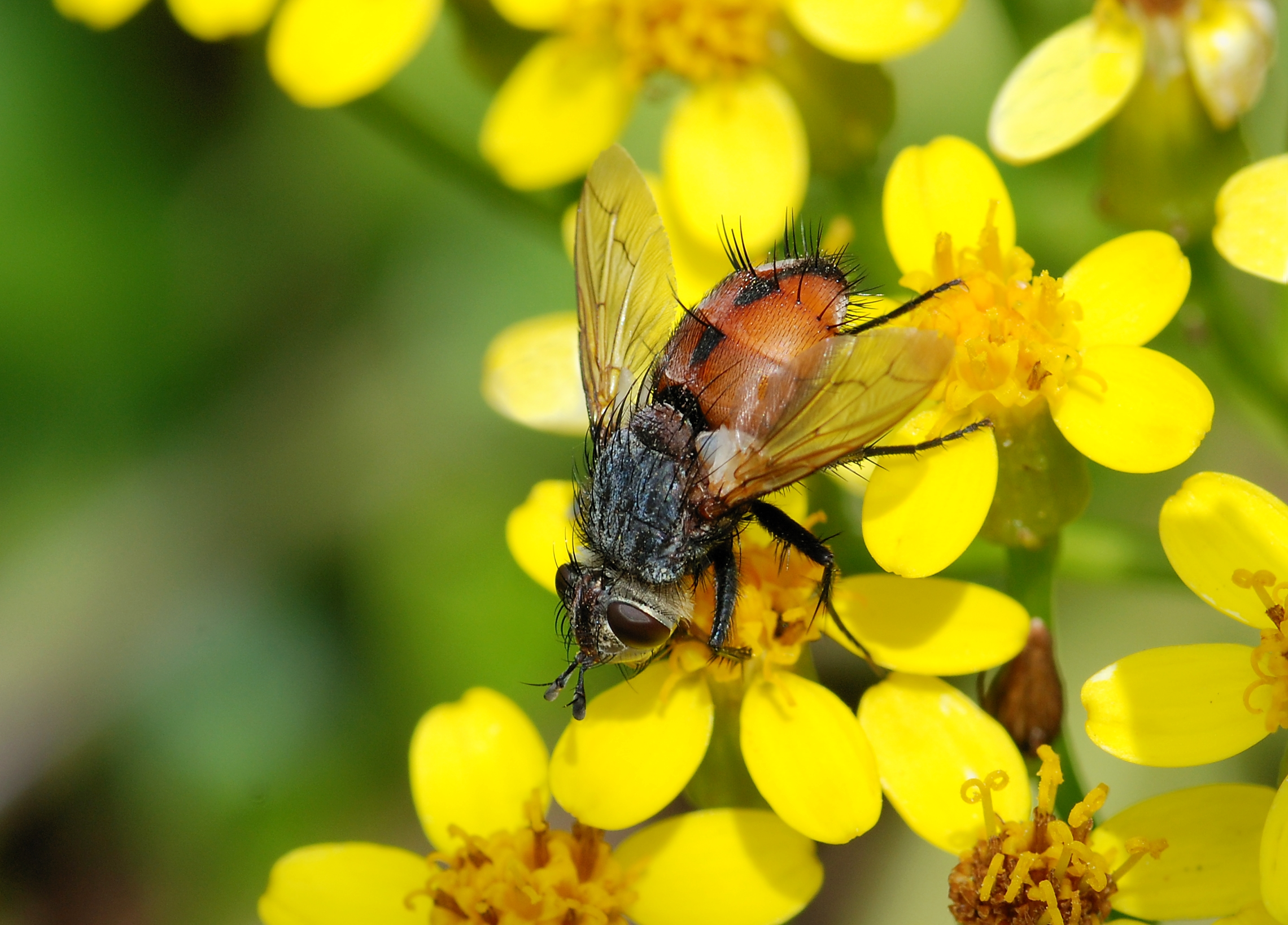
يظهر الفص القاعدي باللون الأبيض على جناح ذبابة تاكينا.

الفص القاعدي للجناح هو ثنية قاعدية صغيرة أو فص في الحافة الخلفية في أجنحة الحشرات لذوات الجناحين والذباب تُغطي دبوس التوازن.